# Heroi grec
L'abundant presència d'herois grecs suposa un dels trets que individualitza la mitologia grega i li dona un toc de singularitat respecte de la romana. Els herois grecs són un tertium genus entre els déus i els homes: hemítheoi o semidéus. Pel que fa als homes, els herois els superen aclaparadorament en força, audàcia i llestesa, però els uns i els altres comparteixen una mateixa condició mortal. Només els déus poden gaudir del do de la immortalitat. D'una banda, hi ha els herois de caràcter cultural, que són els que han fundat ciutats o han instaurat algun tipus de festival, com ara Teseu que va crear els Jocs Ístmics; d'altra banda, hi ha els herois guerrers o aventurers representats per Aquil·les, que pensava que era millor viure una vida breu i gloriosa que menar un existència llarga i fosca.
Quan l'heroi mor, esdevé un difunt memorable, i les seues accions passen a ser recordades i lloades pels vius. La seua memòria origina un culte local de ritus i sacrificis específics al voltant del seu sepulcre. Moltes famílies nobles pretenen provenir d'un cèlebre heroi, i nombroses ciutats es gloriegen de tenir com a fundador mític tal o qual semidéu. Els cultes heroics, sobretot a nivell local, gaudiren d'una importància extraordinària en l'antiga Grècia. El culte grec als herois era diferent de la veneració ancestral: solen ser un subjecte més cívic que familiar, i en molts casos cap dels seguidors no eren descendents de l'heroi.
L'èpica, la lírica coral i la tragèdia, que són les tres manifestacions més depurades de la literatura grega, es nodreixen bàsicament dels relats heroics, contribuint així a difondre entre la població la memòria dels semidéus.

## Llista dels herois grecs
Categoria principal: Herois de la mitologia grega
- Actèon.
- Adonis.
- Agamèmnon.
- Àiax el gran.
- Àiax el petit.
- Altea.
- Amfíon.
- Amfitrió.
- Andròmaca.
- Andròmeda.
- Aquil·les o Aquil·leu.
- Aracne.
- Càstor.
- Èac.
- Egeu.
- Eneas.
- Hèctor.
- Hèracles denominat Hèrcules en la mitologia romana.
- Laertes.
- Odisseu.
- Orfeu.
- Peleu.
- Perseu.
- Pòl·lux.
- Teseu.